# James B. McCreary
James Bennett McCreary (8 de julho de 1838 — 8 de outubro de 1918) foi um advogado e político norte-americano, foi o 27º e 37º governador do estado do Kentucky. Ele representou o estado em ambas as câmaras do Congresso dos Estados Unidos. Logo após se formar na faculdade de direito, ele foi designado como major da cavalaria do 11º distrito do Kentucky, servindo sob o comando do confederado Brigadeiro-General John Hunt Morgan durante a Guerra Civil americana. Ele voltou para a advocacia após a guerra. Em 1869, foi eleito para a câmara de Kentucky onde permaneceu até 1875. Foi eleito duas vezes presidente da câmara. Em 1875 na convenção de nomeação os democratas do estado escolheram McCreary como seu candidato a governador, tendo conquistado uma vitória fácil sobre o republicano John Marshall Harlan. Com o estado, ainda sentindo os efeitos da crise financeira de 1873, a maioria das ações do McCreary  como governador foram destinadas a aliviar o sofrimento dos pobres do estado.
Em 1884 McCreary foi eleito para o primeiro de seis mandatos consecutivos na Câmara dos representantes dos EUA. Como legislador, ele foi um defensor da "prata livre" (cunhagem livre de moedas de prata) e defensor dos interesses agrícolas do estado. Após duas tentativas sem êxito para a eleição ao Senado, McCreary garantiu o apoio do governador J. C. W. Beckham, então em 1902, a Assembleia Geral elegeu-o para o Senado. Ele fez um mandato extremamente medíocre e Beckham disputou e venceu dele para uma vaga no senado em 1908. A divisão entre McCreary e Beckham foi curta, tendo Beckham apoiado a eleição do McCreary para um segundo mandato como governador em 1911.
Em uma campanha com plataforma de reformas progressivas, McCreary derrotou o republicano Edward C. O'Rear na eleição geral. Durante este segundo mandato, ele foi o primeiro residente da segunda (e atual) mansão de Governador. Ele também foi o único governador que ocupou tanto a antiga como nova residência. Durante seu segundo mandato, ele conseguiu convencer o legislativo para permitir as mulheres de votarem nas eleições da junta colegiada, ao mandato direto em eleições primárias; para criar uma Comissão de serviços públicos do Estado e também para permitir aos condados do estado realizarem eleições locais para optarem se aceitavam ou não manter proibição. Ele também realizou aumentos substanciais nos gastos com educação e obteve a aprovação das reformas, tal como a lei de obrigatoriedade escolar, mas foi incapaz de garantir a aprovação de leis restringindo o lobby político nas câmaras legislativas e aprovar um programa de compensação trabalhista. McCreary foi um dos cinco comissários encarregados de supervisionar a construção da nova mansão de governador  e exercia considerável influência sobre os planos de construção. Seu mandato terminou em 1916, tendo falecido dois anos após. O Condado de McCreary foi formado durante o segundo mandato de McCreary no governo e foi assim nomeado em sua honra.

## Início da vida
James Bennett McCreary nasceu em Richmond no Kentucky, em 8 de julho de 1838. Sendo filho de Edmund R. e Sabrina (Bennett) McCreary. Ele estudou em escolas comuns da região e, em seguida, matriculou-se no Centre College em Danville, Kentucky, onde obteve bacharelado em 1857. Imediatamente matriculou-se na Cumberland University em Lebanon no Tennessee, para estudar direito. Em 1859, ele obteve bacharelado em direito naquela instituição e foi o orador oficial da turma dos quarenta e sete alunos. Ele foi admitido para práticas legais e iniciou a atividade em Richmond.
Logo após a batalha de Richmond, em 29 de agosto de 1862, David Waller Chenault, um simpatizante confederado do Condado de Madison, veio a Richmond para levantar um regimento confederado. Em 10 de setembro de 1862, Chenault foi designado Coronel e recebeu o comando do Regimento, apelidado de 11ª cavalaria de Kentucky. McCreary juntou-se ao Regimento e foi designado major, o único da unidade. A 11ª cavalaria de Kentucky foi acionada para atuação imediata, realizando reconhecimento e combate aos bushwhackers. Apenas três meses depois de sua formação, eles ajudaram o exército confederado garantir uma vitória no batalha de Hartsville. Em 1863 a unidade se juntou John Hunt Morgan para sua incursão em Ohio. O Coronel confederado Chenault foi morto quando intentavam capturar a ponte do green river em 4 de julho de 1863, na batalha de Tebbs Bend. McCreary assumiu o comando da unidade após a morte de Chenault. Após a batalha, foi promovido ao Posto de tenente-coronel por recomendação de John C. Breckinridge.
A maior parte da 11ª cavalaria do Kentucky foi capturada por forças da União na batalha de Buffington Island em 17 de julho de 1863. Um comboio de cerca de duzentos homens, comandados por McCreary escaparam de seus captores, mas foram cercados no dia seguinte e se renderam. McCreary foi levado para Ninth Street Prison em Cincinnati, Ohio, porém mais tarde foi transferido para Fort Delaware e logo para Morris Island, Carolina do Sul, onde permaneceu prisioneiro entre julho e agosto de 1863. No final de agosto, ele foi incluído em uma troca de prisioneiros e levado para Richmond, Virgínia. Foi concedida uma licença para ele de 30 dias antes de ser designado para o comando de um batalhão de tropas de Kentucky e da Carolina do Sul. Comandou esta unidade, principalmente em missões de reconhecimento, até o final da guerra.
Após a guerra, McCreary retomou a advocacia. Em 12 de junho de 1867, McCreary casou-se com Katherine Hughes, filha única de um rico fazendeiro no Condado de Fayette, o casal teve apenas um filho. The couple had one son.

## Início da carreira política
McCreary foi nomeado para servir como um eleitor presidencial para a candidatura do democrata Horatio Seymour em 1868. Embora tenha recusado o encargo, participou da Convenção Nacional como delegado. Sua carreira política começou em 1869, quando foi eleito para a Câmara dos representantes do Kentucky.
Em 1871 McCreary foi reeleito para a câmara do estado sem oposição. Na próxima sessão legislativa, a questão mais aguardada era o pedido de autorização da Cincinnati Southern Railway para construir uma via conectando Cincinnati, Ohio, até Knoxville ou Chattanooga no Tennessee, através da região central Kentucky. Esse projeto sofria oposição da Louisville-Nashville Railroad, um rival da linha de Cincinnati. Apelos à assembleia geral para opor-se ao projeto de lei em razão de que era para uma empresa de fora do Estado e por isso não deveria ser concedida a carta de licença foram bem sucedidos em 1869 e 1870, então uma tentativa pelo Congresso federal para conceder a carta foi reprovada pelos legisladores daquela casa. Além disso, o recém-eleito governador Preston Leslie opôs-se a um projeto de lei pedindo a concessão para Cincinnati do Sul quando ele estava no senado estadual em 1869. Na continuidade à sessão de 1871, os kentuckinianos da região central ameaçaram rechaçar o Partido Democrata nas eleições futuras, se a lei não fosse aprovada naquela sessão. Os apoiadores de Cincinnati do Sul conquistaram uma vitória quando McCreary, um acérrimo defensor do projeto de lei para conceder o pedido da linha, foi eleito Presidente da câmara. Após a aprovação de uma série de alterações que visaram dar aos tribunais de Kentucky certa jurisdição sobre os casos da ferrovia dando para Assembleia Geral de Kentucky algumas medidas de controle sobre as atividades da linha, o projeto de lei aprovado pela Câmara, por uma votação de 59 para 38 de diferença. A votação no Senado resultou em um empate de 19 por 19. O Presidente pro tem John G. Carlisle, natural de Covington, onde iria atravessar a linha proposta, deu o voto decisivo em favor da aprovação de solicitação de Cincinnati do Sul. Com a vontade do povo expressa claramente através do legislativo, Leslie que era o governador não vetou. McCreary novamente voltou para a câmara sem oposição em 1873 e novamente foi escolhido presidente da câmara durante o seu mandato.

## Primeiro mandato como governador
Em 1875 McCreary foi um dos quatro candidatos, todos ex-soldados confederados, que disputaram a nomeação democrata para disputa ao cargo de governador, sendo os outros John Stuart Williams; J. Stoddard Johnson e George B. Hodge. Williams era considerado o favorito para a nomeação no início da Convenção de nomeação Democrata, apesar dos ataques a seu caráter pelos jornais na parte ocidental do estado. No entanto, McCreary venceu no quarto escrutínio.

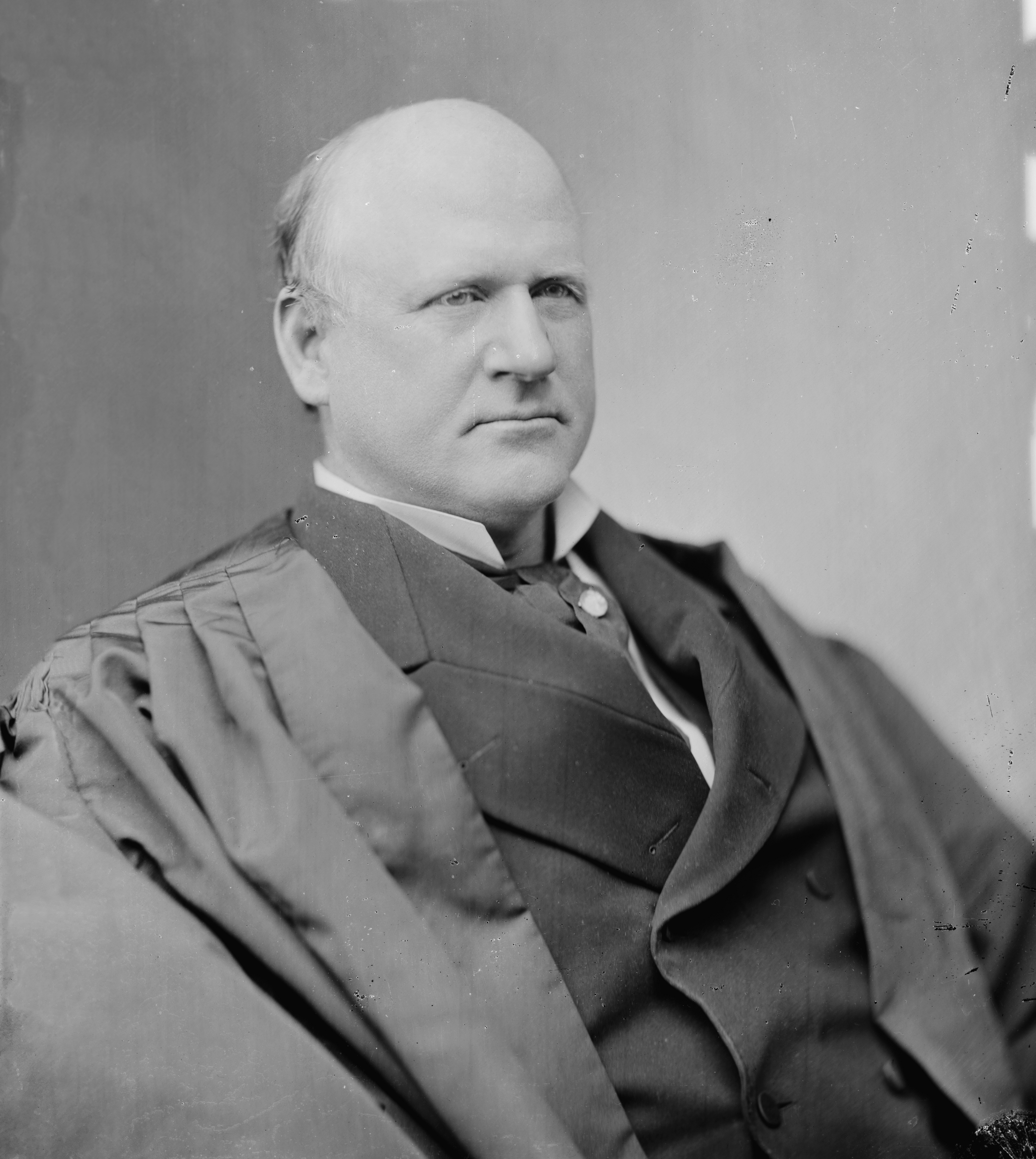
John Marshall Harlan, opositor de McCreary na eleição governamental de 1875.

Os republicanos nomearam John Marshall Harlan, que havia servido no exército da União. Em debates conjuntos em todo o estado, McCreary salientou que muitos Kentuckinianos recordavam abusos de poder pelo presidente republicano Ulysses S. Grant durante a era da reconstrução (após a guerra civil). Harlan respondia a questão como uma falácia dos democratas do estado continuarem vinculando questões da guerra quase uma década após o fim da mesma. Ele também atacou a extravagância financeira atribuída aos democratas e o elevado número de indultos concedidos pelo governador democrata Preston Leslie. Harlan referiu para evidência da corrupção generalizada no Partido Democrata. McCreary recebeu apoio sólido de jornais do Estado, quase todos tinham simpatias democráticas. Apesar de um tardio reforço financeiro e palanques eleitorais em favor de seu adversário, McCreary venceu as eleições gerais por uma votação de 130.026 para 94.236.
No momento da eleição do McCreary, sua esposa Kate foi a primeira-dama mais jovem na história da República. Devido à conclusão de um anexo para o Capitólio Estadual na época do início do mandato de McCreary, proporcionou a possibilidade de retirar o escritório do governador para fora da mansão do governador (residência), liberando sua família da intrusão de negócios públicos em seus aposentos privados. O recebimento do diário oficial e do "selo-lacre" oficial da Comunidade por McCreary, quando da saída do governador Leslie, realizado no escritório da mansão, foi o último ato oficial de um governador naquele recinto.
Em meio a crise financeira de 1873, o eleitorado preocupou-se principalmente com questões econômicas. Em seu primeiro discurso à assembleia geral, McCreary focou as questões econômicas como metas para qualquer liderança ou direção na área de reformas do governo. (Anos mais tarde, a falta de vontade do McCreary para tomar uma posição definitiva sobre questões-chave da reforma rendeu-lhe os apelidos de Bothsides McCreary e Oily Jeems). Em resposta ao discurso do McCreary, os legisladores das áreas rurais e agrárias do estado propuseram reduzir a taxa de juro legal máxima de dez por cento para seis por cento. A legislação proposta atraiu a ira dos banqueiros e capitalistas. Ele também foi muito criticado na imprensa, nomeadamente pelo editor do Louisville Courier-Journal Henry Watterson. Por fim, a assembleia fixou a taxa de juros legal em oito por cento. Outro projeto de lei para reduzir a taxa de imposto sobre a propriedade de 45 para 40 centavos de dólar para cada 100 dólares de bens tributáveis encontrou muito menos resistência e passou facilmente. Algumas contas aprovadas durante a sessão tinham impacto em todo o estado, apesar da insistência de McCreary, que o legislativo preferisse contas gerais em vez de contas de impacto local. Este fato, também, foi muito criticado pelos jornais do estado.
A questão de melhorar a navegação ao longo do rio Kentucky foi levantada inúmeras vezes pelo representante James Blue durante a sessão legislativa de 1876. Apesar das promessas de Blue de múltiplos benefícios para o estado de tal investimento, legisladores parsimoniosos derrotaram um projeto de lei para atribuição de fundos para as melhorias. A questão ganhou força através de alguns eleitores durante as eleições legislativas bienais, no entanto, voltou para a pauta na sessão de 1878. Instado por solicitações na convenção de navegação do rio Kentucky de 1877, McCreary abandonou seu conservadorismo fiscal típico e juntou-se para as chamadas de melhorias ao longo do rio. Em resposta, o legislativo aprovou um projeto de lei ineficaz estabelecendo que, se houvesse recursos arrecadados através de impostos especiais nos distritos ao longo do rio, o estado iria usar estes valores para manter as melhorias.
Também na sessão de 1878, os impostos de propriedade de ferrovias foram aumentados para coincidir com os dos demais bens. O segmento agrário agradou-se da taxa de juro legal que foi novamente reduzida, chegando a seis por cento que havia sido proposta na sessão anterior. Reformas não econômicas incluíram a separação do Kentucky Agricultural and Mechanical College (mais tarde the University of Kentucky)  da Kentucky University (mais tarde Transylvania University) e a criação de um Conselho de saúde estadual. As contas de importação local novamente dominaram a legislatura, representando 90 por cento dos atos e deliberações tomadas pela Assembleia.
Junto com democratas John Stuart Williams, William Lindsay e J. Proctor Knott e republicano Robert Boyd, McCreary foi indicado para disputar uma vaga no Senado dos EUA em 1878. Os democratas estavam divididos por bairrismo e inicialmente incapazes de unir-se atrás de um de seus quatro candidatos. Após mais de uma semana de negociações partidárias entre os legisladores democráticos, as nomeações de McCreary, Knott e Lindsay foram retiradas, e Williams foi eleito superando Boyd. O historiador Hambleton Tapp opinou que as retiradas eram provavelmente parte de algum tipo de negócio entre os legisladores, embora os detalhes do negócio, se existiram, não foram tornados públicos.

## Mandato no Congresso
Após seu mandato como governador, McCreary voltou para advocacia. Em 1884 ele procurou a indicação para eleição ao Congresso do 8º distrito do Kentucky. Seus adversários para a indicação democrata foram Milton J. Durham e Philip B. Thompson, Jr., ambos ocuparam anteriormente o cargo do distrito. McCreary superou os dois e nas eleições em novembro, derrotou o republicano James Sebastian com sobra de 2.146 votos. Foi a maior margem de vitória por um democrata no 8º distrito.
Durante seu mandato, McCreary representou interesses agrícolas do Kentucky, apresentando um projeto de lei para criar o departamento de agricultura dos Estados Unidos. Um projeto de lei contendo a maioria de disposições idênticas ao de McCreary foi aprovado na mesma legislatgura. Ele também propôs uma alteração bem-sucedida do Wilson–Gorman Tariff Act (uma redução de tributo) que excluía as máquinas e Implementos agrícolas de taxas. Um defensor da "prata livre" (cunhagem livre de moeda), foi nomeado pelo Presidente Benjamin Harrison para ser um delegado à conferência monetária internacional realizado em Bruxelas, na Bélgica, em 1892. Como Presidente do Comitê de relações exteriores, foi autor de um projeto de lei para estabelecer um tribunal que resolveria as reivindicações de terras decorrentes da Gadsden Purchase (compra de área do México) e o Tratado de Guadalupe-Hidalgo (tratado de paz e limites entre U.S. e México). Ele defendeu a criação de uma ferrovia ligando o Canadá, os Estados Unidos e México. Em 1890 ele apresentou um projeto de lei que autorizava a primeira Conferência Pan-Americana e foi um defensor da conferência médica Pan-americana que se reuniu em Washington, D.C., em 1893. Ele elaborou um relatório declarando hostilidade americana contra a propriedade Europeia de um canal ligando os oceanos Atlântico e Pacífico e propôs a legislação que autorizava o Presidente dos Estados Unidos impor retaliação contra navios estrangeiros que assediavam barcos de pesca americana.

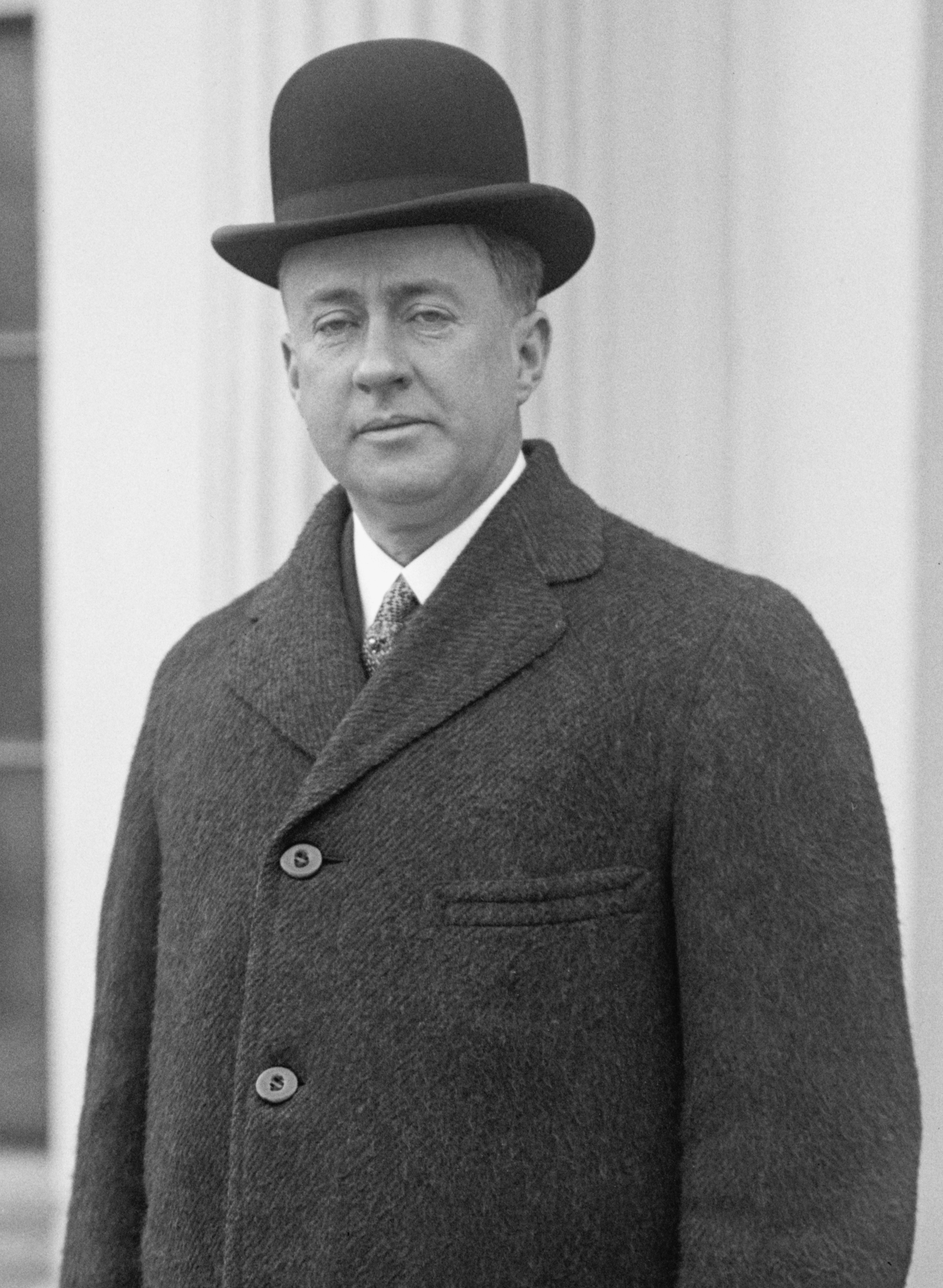
J. C. W. Beckham, um antigo aliado que sucedeu McCreary no senado.

Em 1890 o nome do McCreary foi novamente indicado para uma nomeação para uma vaga no Senado dos EUA aberta pela morte de James B. Beck, que morreu durante o mandato. John G. Carlisle, J. Proctor Knott, William Lindsay, Laban T. Moore e Evan E. Settle também foram nomeados por várias facções do Partido Democrata. Os republicanos indicaram Silas Adams. Carlisle foi eleito na nona rodada de votações. McCreary continuou seu mandato na câmara até 1896, quando foi derrotado em sua tentativa de uma sétima indicação consecutiva para o cargo. Nesse mesmo ano, seu nome esteve entre uma infinidade de nomes para eleição para o Senado, mas ele nunca recebeu mais de 13 votos. Após estas derrotas, ele retomou a advocacia em Richmond.
McCreary apoiou o democrata William Goebel durante a campanha na controversa eleição para governador de 1899. Entre 1900 e 1912, ele representou o Kentucky em quatro consecutivas Convenções Nacional Democrata. O governador J. C. W. Beckham e sua máquina política bem estabelecida apoiaram a nomeação do McCreary ao Senado em 1902. Seu adversário, o incumbente William J. Deboe, tinha sido eleito como candidato seis anos antes, tornando-se o primeiro senador republicano do Kentucky. Deboe tinha feito pouco para garantir o apoio dos legisladores desde sua eleição, dessa forma, então McCreary facilmente foi eleito por com uma diferença de 95 para 30 votos. Após sua eleição para o Senado, McCreary, apoiou a reeleição para governador de Beckham proposta em 1903. Em um mandato tido por demais medíocre como senador, ele continuou a defender a livre cunhagem de moedas de prata e tentou avançar os interesses agrícolas do estado.
O mandato de McCreary Senado estava previsto para terminar em 1908, no mesmo ano do fim do segundo mandato como governador de Beckham. Desejando a eleição para o Senado após seu mandato de governador, Beckham convenceu seus aliados democráticos para escolher candidatos do partido a governador e senador por uma eleição primária realizada em 1906, um ano antes da eleição para governador e dois anos antes da eleição para o senado. Isso garantiu que o principal ocorreria durante seu mandato como governador, quando ele ainda exercia influência significativa dentro do partido. McCreary agora aliou-se com J. C. S. Blackburn, Henry Watterson e outros adversários de Beckham e tentou defender seu assento nas eleições primárias. Durante a campanha primária, ele apontou para seu recorde de lidar com questões nacionais, contrastando-o com Beckham a juventude e inexperiência, a nível nacional. Beckham contestou citando sua posição firme em favor da proibição, em oposição a posição mais moderada do McCreary e divulgando seu apoio de uma eleição primária em vez de uma Convenção de nomeação, que ele disse dar aos eleitores uma escolha em quem iria representá-los no Senado. Em última análise, Beckham prevaleceu no primário por uma margem de votos de 11.000, sobrando para McCreary um final de mandato de dois anos.

## Segundo mandato como governador e morte
Apesar da manobra de Beckham para destituir McCreary no Senado, os dois mais uma vez foram aliados em 1911, quando Beckham apoiou o envelhecido McCreary para a indicação para governador pelo partido. Não está claro se McCreary buscou a reconciliação, a fim de garantir a nomeação para governador ou a mudança de Beckham  foi feita porque pensou que ele podia controlar ações do McCreary como governador. Nas primárias democratas, McCreary derrotou William Adams por maioria de 25.000 votos.
Os republicanos indicaram o juiz Edward C. O'Rear para concorrer com McCreary. Havia algumas diferenças entre as propostas dos dois candidatos sobre as questões. Ambos apoiaram as reformas progressistas, tais como a eleição direta dos senadores, um judiciário não-partidário e a criação de uma Comissão de serviços públicos. McCreary também mudou sua posição sobre a questão das bebidas alcoólicas, para concordar com a posição proibicionista de Beckham. Isso também correspondia a posição republicana. O'Rear afirmou que o democratas deveriam aprovar já sua plataforma de reformas defendidas, mas sua linha de ataque contra McCreary ficou restrira ao fato de que ele seria um peão de Beckham e seus aliados.
McCreary apontou que O'Rear tinha sido nomeado em uma Convenção de nomeação do partido em vez de ganhar em eleição primária, embora O'Rear afirmasse apoiar eleições primárias. Ele também criticou O'Rear para continuar recebendo seu salário de juiz durante a campanha eleitoral. McCreary citou o que ele classificou como "registro de assassinato, derramamento de sangue e desrespeito da lei" dos republicanos, uma alusão ao assassinato de William Goebel na sequência do pleito eleitoral para governador de 1899. Caleb Powers, condenado três vezes por envolvimento no assassinato de Goebel, tinha recebido o indulto pelo governador republicano Willson de Augustus que recentemente havia sido eleito para o Congresso. Atacou também as políticas tarifárias do presidente republicano William H. Taft. Nas eleições gerais, McCreary obteve uma vitória decisiva, conquistando 226.771 votos sobre os 195.435 de O'Rear. Vários outros candidatos de partidos menores também receberam votos, incluindo o candidato socialista, Walter Lanfersiek, que alcançou 8.718 votos (2% do total).

### Construção da nova mansão do governador

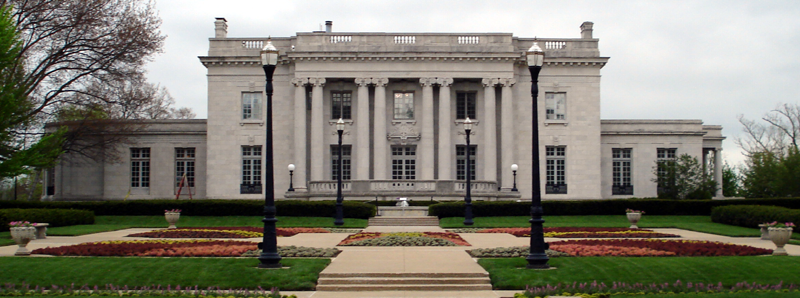
A atual mansão do governador do Kentucky foi construída durante o segundo mandato do McCreary.

Um dos primeiros atos do McCreary como governador foi a assinatura de um projeto de lei destinando $75.000 para a construção da nova mansão do governador. O legislativo criou uma Comissão de cinco membros, incluindo McCreary, para supervisionar a construção da mansão. O governador exerceu muita influência sobre o processo, incluindo a remodelação de um conservatório com um salão de baile no projeto de construção e a contratação de um conterrâneo de Richmond como Superintendente Assistente de construção. Mudar as tendências sociais também influiu na construção. Um estábulo construído às pressas para casa carruagens foi logo abandonado em favor de uma garagem para automóveis.
A mansão foi concluída em 1914. Como McCreary viuvou antes do seu segundo mandato no cargo, sua neta, Harriet Newberry McCreary, servia como a anfitriã da primeira da mansão durante suas férias de verão de seus estudos no Wellesley College. Quando Harriet McCreary estava no colégio a governanta do McCreary, Jennie Shaw, servia como hostess. McCreary autorizou o estado a vender a antiga mansão no leilão, mas o lance final de $13.600 foi rejeitado como ínfimo pela comissão mansão.

### Reformas progressistas
Entre as reformas progressistas defendidas por McCreary e aprovadas na legislatura de 1912 foi a permissão para as mulheres votarem nas eleições da junta colegiada, ao mandato direto em eleições primárias e também para permitir aos condados do estado realizarem eleições locais para optarem se aceitavam ou não manter a proibição. McCreary nomeou uma Comissão fiscal tributária para estudar o sistema de receitas,  bem como a Diretoria de avaliação para reavaliar os valores de bens e propriedades. McCreary criou departamentos executivos para fiscalizar rodovias e bancos do Estado, bem como uma votação bipartidária na Assembleia Geral estabeleceu a composição da Comissão de serviço público de Kentucky. Perto do fim da legislatura, o Condado de McCreary foi criado e assim nomeado em sua homenagem. Ele foi o último dos 120 condados do Kentucky que se constituiu.
McCreary não foi tão bem sucedido na obtenção de reformas durante a sessão legislativa de 1914. Ele defendia uma lei abrangente de compensação trabalhistas, mas a lei que foi aprovada na assembleia geral de 1914 foi posteriormente declarada inconstitucional. Recomendou também um projeto para a divulgação completa de contribuições de campanha e gastos, mas a maioria dos legisladores na câmara de representantes votou para enviá-lo de volta para o sufrágio e à Comissão de eleições, de onde ele nunca mais saiu. Embora o legislativo não tenha aprovado a lei que regulamentava o lobby no Capitólio, uma lei que McCreary apoiava, os legisladores mostraram boa vontade ao desejo do McCreary para esta reforma, aprovando alguns regulamentos mais estritos de quem poderia transitar nas câmaras legislativas, durante aquela legislatura. Algumas reformas foram feitas na área da educação. O ano letivo foi ampliado, frequência escolar para crianças tornou-se obrigatória e o legislador criou uma Comissão de livro texto para ajudar as escolas locais adotar livros didáticos. As despesas das escolas públicas aumentaram em 25%.
Parte da razão para a ineficácia da sessão de 1914 foi McCreary envolver-se uma disputa para a nomeação democrata para o Senado. Os outros candidatos eram o ex-governador Beckham e Augustus O. Stanley, um quarto candidato, David H. Smith, retirou-se no início da disputa. McCreary fez uma campanha positiva, divulgando suas próprias realizações e cordialmente falando sobre seus adversários. Beckham e Stanley, no entanto, foram amargos inimigos políticos e pessoais, então a campanha refletiu sua animosidade. Sem o apoio da máquina política de Beckham que havia ajudado vencer a eleição para  governador, McCreary, nunca teve uma chance realista de ganhar a nomeação. Beckham assegurou a indicação com 72.677 votos sobre os 65.871 de Stanley e 20.257 do McCreary.
Após a expiração do seu mandato como governador, McCreary continuou a advocacia até sua morte em 8 de outubro de 1918. Foi enterrado no cemitério de Richmond. He was buried in Richmond Cemetery.

## Antepassados
A ascendência de James B. McCreary:

## Fonte de tradução
- Este artigo foi inicialmente traduzido, total ou parcialmente, do artigo da Wikipédia em inglês cujo título é «James B. McCreary».